# Јелоу Јеија
Јелоу Најкеџи Јеија (енгл. Yellow Naikegy Yeiyah; Ондо, 9. септембар 1984) нигеријски је пливач чија ужа специјалност су спринтерске трке слободним и делфин стилом. Био је једини члан нигеријске мушке пливачке репрезентације на Летњим олимпијским играма 2008. у Пекингу. Национални је рекордер у тркама на 50 и 100 метара делфин стилом. 

## Спортска каријера
Јеија је дебитовао на међународној пливачкој сцени 2006. на Афричком првенству у Дакару где је заузео високо седмо место у финалу трке на 50 метара делфин стилом. Годину дана касније наступио је на Светском првенству у Мелбурну, а потом је учествовао и на наредних пет од шест узастопних светских првенстава — у Риму 2009, Шангају 2011, Барселони 2013, Будимпешти 2017. и Квангџуу 2019. године. На светским првенствима никада није успео да прође квалификације, а најбољи појединачни резултат му је било 35. место испливано у квалификацијама трке на 50 метара делфин стилом у Шангају 2011 године. 
Јеија је био члан нигеријске олимпијске репрезентације на ЛОИ 2008. у Пекингу где се такмичио у квалификацијама трке на 50 метара слободним стилом. Трку је завршио на 55. месту у конкуренцији 97 пливача, са временом од 24,00 секунди.
Највећи суепх у пливачкој каријери је постигао на Панафричким играма у Алжиру 2007. где је освојио сребрну медаљу у трци на 50 метара делфин стилом.